# Мюллер, Герман-Франц
Герман-Франц Мюллер (нем. Hermann Franz Müller, 1866—1898) — венский врач, известный исследователь чумы, погибший от заражения во время ухода за чумным больным.
Мюллер получил образование в Грацском университете, работал в качестве ассистента в клиниках Цимсена, Мейнерта и Нотнагеля, в 1897 г. командирован венской академией наук в Индию для исследования чумы.
Научные работы опубликованы в «Отчетах венской академии наук» (1891) и в «Deut. Arch. für Klin. Med.» (XL VIII, 1891) и друг.